# Ján Zachara
Ján Zachara (27. srpna 1928 Kubrá – 2. ledna 2025 Nová Dubnica) byl československý boxer, vítěz olympijských her v roce 1952.

## Osobní život
Narodil se v obci Kubrá (dnes součást Trenčína), ale převážnou většinu dětství strávil v Trenčíně na Dolním Městě ve čtvrti Priekopy (v okolí bývalé Weilovi cihelny). Měl dvě starší sestry Annu a Márii. Obě sestry se brzo vdaly a odešly z domova. Matka Mária a otec Ján byli námezdnými dělníky, pracovali manuálně podle toho, ve které dílně/fabrice byla zrovna práce. Otec byl navíc odborář, komunista. Věřil v ideologii Lenina, Stalina a Dimitrova a v tomto duchu vychovával i své děti. V roce 1944 byl otec za ilegální činnost (letáky) 6 měsíců ve vězení v Ilavě a konec války strávil v koncentračním táboře Ravensbrück.
S manželkou Annou se ženil v roce 1949. Měli spolu dceru Mariannu (* 1952) a syna Jána (* 1957). Nejstarší vnuk se jmenoval Stanislav (* 1974). Od roku 1956 žil v Dubnici nad Váhom odkud se v roce 1962 stěhoval do nedaleké Nové Dubnice. V roce 1970 začal v Nové Dubnici s výstavbou vlastního řadového domku. Po dokončení domku žil ve čtvrti Na Miklovkách v ulici Andreja Sládkoviča.
Neměl jednoduché dětství, odmala vypomáhal rodičům s domácími pracemi – denně tahal dřevo z lesa, aby bylo čím topit – od lesníka měli dovoleno tahat pouze suché větve a přivydělával si různými brigádami například v nedaleké Weilově cihelně nohama mísil vodu se zeminou. Po zavření otce nastoupil v 16 letech do textilky jako čistič tkalcovských stavů. Po válce se vyučil strojním zámečníkem při trenčínském textilním závodě Tiberghien (později Slovena, Merina) a pracoval jako údržbář tkalcovských stavů.
V Dubnickém závodě ZŤS pracoval na plný úvazek od 1. ledna 1957. Začínal jako normovač, ale tato práce mu povahově nevyhovovala. Po třech měsících přešel do hutí, kde pálil materiál pro elektrické obloukové pece. Po maturitě na podnikové strojírenské průmyslovce v roce 1962 se stal dílnovedoucím (mistrem) na licí jámě v konkilárně. V roce 1978 měl pod sebou 35 pracovníků.
Byl také tajemníkem závodní organizace komunistické strana Slovenska (ZO KSS) a členem komise ochrany a bezpečnosti práce. Jako vysoký politický pracovník mohl rozhodovat o osudu lidí. Případy jestli někomu uškodil, nejsou známé. Naopak mnoha lidem pomohl, zastal se jich.
Pamatoval si radost ze svého prvního úspěchu. Bylo to v roce 1943 a on skončil třetí na mistrovství Slovenska nováčků. Jako odměnu dostal bronzovou plaketu s boxerem. Dvě noci od radosti nespal. Tyto pocity paradoxně nezažíval v Helsinkách na stupních vítězů se zlatou olympijskou medailí. Necítil radost. Stál na těch stupních jako solnej sloup, díval se na vlajku jak stoupá vzhůru, krk měl stáhnutý a jen z velké dálky slyšel ruch okolního světa. Nikdy důvod toho pocitu nedokázal přesně vyjádřit.
Patřil mezi sportovce, co dodržovali přísnou životospráva. I když se šel večer pobavit na zábavu, tak ve 22 hodin odcházel. Nepil alkohol a nekouřil.
Ve své sportovní kariéře byl pouze jednou knockoutován. Přičítal to tomu, že den předtím výjimečně porušil svůj přísný denní režim. Byl na jaře 1958 na vojenském cvičení v Kroměříži a tu noc se vracel domů z besedy do kasární po půlnoci. Na vrátnici ho čekal telegram, že musí přijet do Svitu a odboxovat ligu proti RH Karlovým Varům. V půl čtvrté ráno nasedl na vlak, odpoledne byl ve Svitu a v 18 h nastupoval v ringu proti Halalovi. Později řešil morální dilema, že kdyby odmítl na zápas přijet s odůvodněním, že není zcela fit, jestli by neudělal lépe. Jeho morální vlastnosti mu v tom bránili, ale byl si vědom toho, že svým náhlým příjezdem týmu vůbec nepomohl. Naopak si uřízl ostudu, protože běžný divák nemohl vědět čím si prošel za posledních 24 hodin.
Za svoji sportovní a trenérskou činnost byl oceněn tituly: mistr sportu (1953), zasloužilý mistr sportu (1958), zasloužilý trenér (1972), zásluhy o čs. tělovýchovu I. stupně.
Celý život je obklopen svojí rodinou. O manželku, která musela po operaci hlavy do předčasného důchodu, se po zbytek jejího života (2012) staral. V domku v Nové Dubnici žije se svoji dcerou Marianou a zetěm, kterým odkázal svojí zlatou olympijskou medaili. Dcera se narodila v únoru v olympijském roce 1952.
Ján Zachara zemřel 2. ledna 2025 ve věku 96 let v Nové Dubnici na Slovensku.

## Sportovní kariéra
V dětství hrál fotbal a to dokonce závodně jako brankář v klubu TTS (Trenčianski textiláci a strojári). Po luxaci ramene však vypadl ze základní sestavy a po čase byl i z týmu vyřazen jako neperspektivní. Chvíli zkoušel štěstí v Robotníckom ŠK, ale v záloze kam ho stavěli, nevynikal. Na post brankaře byl příliš malý a hubený. Kopačky nebyly zadarmo a na boxerský trénink mohl přijít i bosý. K boxu se dostal shodou okolností. Za války, v době Slovenského štátu, patřil box na Slovensku k preferovaným sportům kvůli jeho branným možnostem. V roce 1942 viděl poprvé boxerská ligové utkání v bývalé sokolovně na Sihoti, která za války přešla pod správu Hlinkovy gardy. V předzápasů mládeže poznal své dva kamarády ze čtvrti, kteří mu následně prozradili kdy a ke komu chodí boxovat. Jeho prvním trenérem v klubu BC Tiberghien byl Martin Podhradský. Podhradský vyrůstal s rodiči ve Francii, kde se také naučil boxovat. Začátky v oddíle neměl jednoduché, protože ve 14 letech měl pro box silnou podváhu. Navíc když už ho trenér po nějaké době postavil k prvnímu utkání družstev tak ze strachu utekl. Styděl se pak přijít na trénink, než ho trenér Podhradský potkal náhodou na ulici a motivoval ho k další práci. Od té doby začal brousit svoji vyhlášenou techniku. Trenérovy lapy a stínový box se staly na dlouhou dobu jeho spratingpartnery. Svůj první velký výsledek v ringu zaznamenal v roce 1943, když na mistrovství Slovenska v kategorii nováčků skončil na třetím místě.
Z existenčních důvodů se po uvěznění otce v letech 1944 až do konci války věnoval boxu jen okrajově. Poprvé na sebe upozornil na podzim 1945 a v prosinci skončil třetí v muší váze do 50,8 kg na mistrovství republiky mužů v Brně.

### Začátky v reprezentaci (1946)
V roce 1946 byl již členem československé reprezentace v muší váze do 50,8 kg. O post reprezentační jedničky soupeřil s trnavským Jozefem Holovičem. Vrcholem roku byl pro něho start na zářijovém Všeslovanském mistrovství družstev v Praze. V úvodním utkání s Polskem porazil v muší váze do 50,8 kg na body Tadeusze Stasiaka a přispěl k celkovému vítězství družstva 10:6 na body. Ve druhém utkání proti Jugoslávii porazil na body Lajčo Djulaie (Lajose Gyulaie) a přispěl k celkovému vítězství družstva 9:7 na body. V posledním utkání proti Sovětskému svazu nastoupil proti Levu Segalovičovi. Vyrovnaný zápas zvládl skvěle technicky. Rozhodčí nakonec prohlásili souboj za nerozhodný a Československé družstvo prohrálo 2:14 na body. V celkovém pořadí ČSR skončilo na druhém místě. Později uvedl, že měl ze svého ostříleného soupeře Segaloviče (ročník 1916) doslova strach. Ze strachu dělal v ringu úplné divy, jen aby nebyl knokautován – už tehdy zvládal záklony, side-stepy, pivotování nebo daking. V prosinci prohrál ve finále mistrovství republiky v muší váze do 50,8 kg s dubňanský Milošem Stehlíkem.

### Přestup do Baťovan k Tormovi (1947)
V roce 1947 startoval na dubnovém mistrovství republiky v bantamové váze do 53,5 kg, ale v semifinále ho porazil opět Miloš Stehlík. Tím přišel o nominaci na květnové mistrovství Evropy v irském Dublinu. V daném roce se dlouho nemohl dostat do své dřívější formy. V mezikrajském utkání Slovensko vs. Morava v červnu nastoupil opět v muší váze do 50,8 proti Františku Majdlochovi a prohrál výrazně na body. V novinách byl jeho výkon kritizován slovy, že je pouze stínem toho Zachary z minulého roku. Důvodem byly špatné tréninkové podmínky v jeho domovském oddíle RŠK Slovena Trenčín. Často hostoval, v mezinárodních zápasech se objevil v dresu SK Železničiari Slovakia Bratislava. O přestupu do Bratislavy uvažoval, ale smlouvu se nepodařilo dotáhnout do konce. Nakonec ho v květnu získali ŠK Baťovany (Partizánske), kam od 1. června přestoupil k Júliusovi Tormovi. V listopadu byl opět kritizován jeho výkon v mezistátním utkání s Polskem, nestačil kondičně na Wawrzyniece Bazarnika.

### Rekreace v Tatrách a nejasná nominace na LOH 1948
V olympijském roce 1948 se dostal do své dřívější formy. Měl pozorovací talent a v Baťovanech kam přestoupil z Trenčína, začal trénovat po vzoru Júliuse Tormy. Byl mu stále v patách, sledoval co a jak dělá, aby se mu mohl co nejvíce přiblížit. Nikdo ho k tomu nenutil, dělal to zcela dobrovolně. Předtím v Trenčíně neměl žádný tréninkový plán. Torma ho naučil lépe pracovat s tělem, zařazením gymnastiky do přípravy.
V lednu ho Sväz slovenských pästiarov amatérou (SSPA) nominal do týmu určeného k přípravě na srpnové olympijské hry v Londýně v bantamové váze do 54 kg společně s Kazimírem Mužlayem a Štefanem Matejčíkem. V únoru v mezistátním utkání družstev s Maďarskem v Budapešti porazil v muší váze do 54 kg úřadujícího mistra Evropy Maďara László Bogácse, ale svým bodovým příspěvkem nezabránil vysoké prohře 4:12. V dubnu byl nominován na mezistátní utkání družstev s Rakouskem. S Júliusem Tormou však měli v tomto termínu poukaz na podnikovou rekreaci ve Vysokých Tatrách a podle všeho se rozhodli pro rekreaci. Československá unie boxeru amatérů na základě toho pozastavila jejich klubu ŠK Baťovany činnost. ŠK Baťovany na to vzápětí reagovali prohlášením, že nominace na utkání přišla oficiálně poštou až 7. dubna odpoledne (utkání se konalo 8. dubna) a to již oba byli na zmíněné rekreaci v Tatrách. Vedení ŠK Baťovany následně oba z rekreace stáhla a chtěla je poslat letecky podnikovým letadlem do Prahy. Jenže kvůli špatným povětrnostním podmínkám letadlo nemohlo vzlétnout a tak se oba vrátili zpátky do Tater. Závěr ŠK Baťovan tedy zněl, nominace měla přijít včas a ne na poslední chvíli. Na otázku proč jeli na tu rekreaci, když informaci o své nominaci věděli z novin (tisku) již 1. dubna klub komentoval diplomaticky ve smyslu, že co vyjde v tisku, není právoplatné. Československá unie boxeru amatérů uznala své pochybení s korespondencí a obnovila ŠK Baťovanům činnost. Celá tato aféra byla důsledkem problémů a rivality mezi českými a slovenskými sportovními orgány, která se táhla až do roku 1993.
Jeho nominace na olympijské hry v Londýně se nevyvíjela dobře. V červnu noviny Cieľ uvedly, že do olympijské nominace byli vybráni za Slovensko (SSPA) Július Torma, Rudolf Kellner, v jeho váhovce Kazimír Mužlay a o čtvrté místo si to měl rozdat on se Štefanem Matejčíkem na vylučovacím turnaji v Brně. Důvody, proč měl v červnu bratislavský Mužlay navrch, byly prosté – v květnu získal titul mistra republiky v Hranici, na kterém Zachara z důvodů zranění nestartoval a Zacharu následně v lize těsně na body porazil. Vylučovací turnaj 17. června pro účast na olympijských hrách v Brně neměl dobrou organizaci. Pořadatelé prezentovali program zápasů, který nedodržely. Zachara v něm nastoupil proti Miloši Stehlíkovi a zvítězil (Matejčík startoval o váhu výše). Vylučovací turnaj se nakonec nedokončil, protože nespokojení diváci znemožnili další souboje. Koncem června zveřejnily noviny Rudé právo nominaci boxerů na olympijské hry v Londýně s náhradníky v závorce. Zachara byl uvedený v závorce za Kazimírem Mužlayem.
Jak se nominace vyvíjela v červenci, není z tisku zřejmé. Mužlaye uvádí slovenské noviny Cieľ jako olympionika ještě začátkem července společně s Tormou. On sám v několika pozdějších rozhovorech tvrdil, že on byl tím kdo měl jet do Londýna, ale krátce před odletem dostal dopis, že kvůli náhlým škrtům v rozpočtu na olympijské hry nejede. Po roce 1990 informaci doplnil, že místo něho jel do Londýna nejmenovaný funkcionář, který dokonce emigroval. V jeho autobiografii [2] z roku 1955 je uvedeno, že po vyhraném zápase vylučovacího turnaje v Brně mu Július Torma řekl, že to má v kapse. V následujících dnech mu měla dojít výzva, aby poslal míry pro vlastní olympijskou kolekci. Před odjezdem do Londýna mělo proběhnout krátké závěrečné soustředění, na které ho však nepozvali. Kazimíra Mužlaye ze všech rozhovorů, včetně svých autobiografií [1] a [2] vytěsnil. Mužlay totiž v Londýně také nestartoval a jeho nominace na olympijské hry tak v průběhu let upadla v zapomnění.

### Incident na nádraží, změna barev, ME 1949
S nástupem vlády Komunistické strany v únoru 1948 se v průběhu krátké doby udála řada změn, která ovlivnila společenské chování v celé zemi. Slovenské Šimonovany – Baťovany, jak zněl oficiální název obce, patřili do skupiny obcí, které změny pocítily citelně. V podniku Baťa–Baťovany se začalo rychle měnit osazenstvo za politicky uvědomělé lidi, a změny vyústily v zatčení jejího generálního ředitele Josefa Trojana v prosinci roku 1949. Zachara již tehdy za klub Baťovany, které se v průběhu roku přejmenovaly na Partizánske, neboxoval. Jak uvedl ve své autobiografii [1] své rozhodnutí opustit klub učinil po incidentu, který se stal v prosinci roku 1948. Po nevydařeném ligovém utkání Baťovan proti Novým Zámkům, které Baťovany prohrály, zaslechl z hlediště jak domácí fanoušci chtějí po zápase vytrestat rozhodčího. Rozhodčím byl bývalý známý boxer Július Kamenický. Nabídl mu doprovod na železniční stanici, během něhož na ně žádný z fanoušků fyzicky nezaútočil. Situace se změnila na železniční stanici, kde najednou v hale zhasla světla a spustila se mela. Během rvačky utrpěl zlomeninu nohy, ze které se dlouho léčil. Toho co mu to provedl ve tmě poznal, ale nikdy ho neudal. Každopádně během rekonvalescence se rozhodl k přestupu zpátky do rodného Trenčína, kde se v závodu Slovena se vznikem závodní sokolské jednoty (ZSJ) v prosinci 1948 zlepšily tréninkové podmínky a především trenérem klubu se stal právě Július Kamenický.
V dubnu z neznámých důvodů vynechal mistrovství republiky, kde v jeho váhové kategorii obhájil titul Kazimír Mužlay. V červnu se konalo mistrovství Evropy v Oslu a k účasti na něm byl pro boxery uspořádán v květnu vylučovací turnaj v Praze. On se měl utkat v přímém souboji o nominaci v bantamové váze do 53,5 kg s mistrem republiky Kazimírem Mužlayem. Mužlaye porazil a byl nominován na své první mistrovství Evropy. Jeho první zápas na mistrovství Evropy s Dánem Henningem Jensenem však skončil kontroverzní porážkou. Československá média té doby převzala tvrzení vedení výpravy, že zápas prohrál vinou tendenčního rozhodování sudího.
V průběhu letních měsíců 1949 se textilka Sloveny v Trenčíně osamostatnila od n.p. Slovena v Žilině a tím vznikl v Trenčíně národní podnik Merina. Zároveň došlo ke změně názvu klubu na ZSJ (Sokol) Merina Trenčín. Koncem října nastoupil v Praze k mezistátnímu zápasu družstev proti Bulharsku. V bantamové váze do 54 kg proti Georgi Malezanovi rozhodčí opět dostatečně bodově nezaplatili jeho boxing a vítězem vyhlásili jeho soupeře. Zápas se však konal v Praze a na rozdíl od červnového mistrovství Evropy v Oslu technická komise (jury) uznala protest československého týmu a změnila verdikt rozhodčích ve prospěch Zachary. Prosinci nastoupil v Budapešti k mezistátnímu utkání družstev s Maďarskem a v bantamové váze do 53,5 kg prohrál výrazně na body s Jánosem Erdeiem.

### Armádní tělovýchovný klub (1950–52)
Na přelomu čtyřicátých a padesátých let dvacátého století očekával od armády povolávací rozkaz. Snažil se různými způsoby vojnu oddálit. Od školního roku 1949/50 dokonce nastoupil studium večerní průmyslové školy v Ružomberku. Po třech měsících však zjistil, že ho studium vlastně nebaví. Na to mu přišel povolávací rozkaz k posádce do Sabinova, nikoliv jako reprezentantovi do Prahy do Armádního tělovýchovného klubu (ATK).
V dubnu 1950 potřetí za sebou vynechal mistrovství republiky. Opět z důvodu zdravotních komplikací – vřed na zádech. V lize startoval pravidelně ve vyšší pérové váze do 57,2 kg. V záři v mezistátním utkání družstev s Rumunskem v Bukurešti porazil ještě v bantamové váze do 53,5 kg Constantina Tomu na body. Po výborných výkonech v reprezentaci i lize za Merinu Trenčín, byl od 1. října převelen do Armádního tělovýchovného klubu (ATK) v Praze. V říjnu nastoupil k mezisvazovému zápasu s Finskem (resp. s finským dělnickým svazem TUL) v Dubnici nad Váhom poprvé v reprezentaci v pérové váze do 57,2 kg. Svého soupeře Syrjänena porazil na body. Za čtrnáct dní ho čekalo další mezistátní utkání v Praze s Maďarskem, kde v pérové váze do 57,2 kg porazil Bélu Farkase jeho diskvalifikací za nečistý úder. V prosinci startoval v mezistátním dvojutkání s Polskem. V obou střetnutí s Wawrzyniecem Bazarnikem v Lodži a s Rudolfem Matlochem v Krakově prohrál na body.
V období jeho příchodu do Prahy ÚR ČOS (Ústředí rohovnické Československé obce sokolské) prakticky přestalo vykonávat exekutivní činnost. Problémy eskalovaly v květnu 1951, kdy se československá reprezentace neúčastnila mistrovství Evropy v Miláně. Noviny Obrana lidu tehdy psali, že po odvolání ústředního vedení se od nového roku 1951 nesešla plenární schůze, aby zvolila nové. Do tohoto chaosu, kde nikdo za nic nemohl a neodpovídal přišel v červnu 1951 nový předseda rohovnického ústředí, voják z povolání Zdeněk Pacas. Reprezentace v letech 1950 a 1951 neměla vedení. To prakticky neoficiálně vykonával Július Torma, který se těšil u reprezentantů velké úcty – u Zachary tato úcta přešla jak je patrno z jeho biografií [1] a [2] až do adorace. Pro tehdejší československé reprezentanty se dokonce začal používat termín "tormovština", jednalo se o napodobování zápasové strategie Júliuse Tormy. Zdeněk Pacas měl svou vlastní představu o tom, jak má vypadat správný československý boxer reprezentant. Boxera viděl jako vojáka v čelní linii – "Není naším cílem vychovávat boxery slabé fyzicky, jako důsledek nedbalé fyzické přípravy, kteří v bojích se obávají postavit otevřeně proti soupeři, a kteří se proto uchylují k různým defenzivním taktikám". Pro Pacase a spolupracovníky co si na ústředí přivedl byli boxeři co Tormu napodobovali pro reprezentaci neperspektivní – Torma byl Torma, byl sám sebou, svým způsobem nedotknutelný. Na podzim 1951 došlo k jedinému reprezentačnímu střetnutí družstev v roce s Polskem, do kterého Zachara nenastoupil. Sokolské noviny uvedly, že přednost dostali mladší boxeři.
Do jaké míry Zachara příchod nového šéfa ústředí vnímal, není z jeho autobiografií [1] a [2] zřejmé. Je však pravda, že v ATK fyzicky zesílil. Začal startovat dokonce v lehké váhové kategorii do 60 kg. Zásluhu na tom měl především Jiří Hoyer, ke kterému chodil na fyzickou přípravu. V listopadu 1951 získal svůj první titul mistra republiky právě v lehké váze do 60 kg. Navíc byl oceněn za nejdisciplinovanější výkon v celém turnaji.

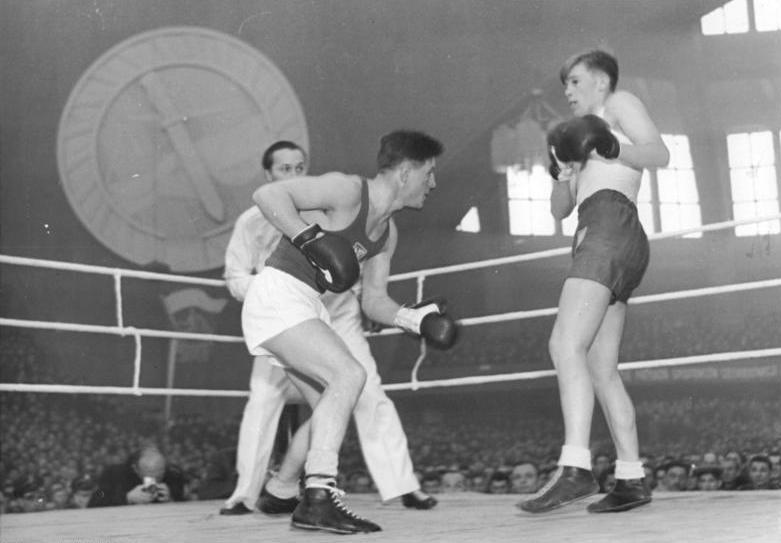
Ján Zachara v zápase s Leszkem Drogoszem – mezistátní utkání s Polskem (únor 1952)

Pod vedením trenéra Václava Hockého startoval hned z kraje roku 1952 v mezistátním utkání družstev s Maďarskem v Budapešti. V pérové váze do 57 kg prohrál těsně na body s Istvánem Horváthem. Opět jako po několikáté v jeho sportovní kariéře rozhodčí dostatečně neocenili jeho technickou převahu a naopak upřednostnili bojovnost soupeře. Trenér Hocký se ho po zápase zastával, podle něho rozhodčí podlehly okolní bouřlivé atmosféře. V únoru prohrál v mezistátním utkání družstev s Polskem ve Vratislavi s Leszkem Drogoszem na body. Následně absolvoval ještě jeden zápas družstev, v rámci utkání Praha proti Varšavě, ve kterém porazil Zdzisława Soczewińského. V obou zápasech v Polsku startoval v bantamové váze do 57 kg.
V březnu startoval za Československo na mezinárodním turnaji sedmi zemí družstev v Moskvě. Celý turnaj odboxoval v lehké váze do 60 kg. V zápase s Polskem startoval vítězstvím nad Leszkem Kudłacikem nezabránil celkové porážce 8:12. Druhý den v zápase s Rumunskem porazil Constantina Dumitresca, ale opět nezabránil celkové porážce 8:10. Třetí den turnaje kvůli zdravotní indispozici (naražená žebra) nenastoupil k zápasu s Maďarskem. Čtvrtý den proti Bulharsku opět nenastoupil. Závěrečný den proti domácímu Sovětskému svazu prohrál těsně na body s V. Jakovlevovem. Zápas proti NDR byl anulován pro pozdní příjezd Čechoslováku. Československo skončilo na posledním místě v turnaji s jednou remízou s Bulharskem. Noviny Mladá fronta jeho individuální výkony v Moskvě hodnotily pozitivně, ale zároveň zmínily jeho největší problém, který se s ním táhnul dlouhou dobu – rozhodčí nedokázali patřičně ocenit jeho zápasovou strategii. Na rozdíl od Tormy neuměl soupeři jednu vlepit "capákem" a získat si tím rozhodující verdikt na svoji stranu.

### Komplikace s nominací a zlátá olympijská medaile (1952)
V květnu 1952 dostal pozvánku na reprezentační soustředění do Zruče nad Sázavou. Soustředění probíhalo v sportovním areálu národního podniku Sázavan a bylo vedeno podle sovětského vzoru. Po snídani měli účastnici soustředění hodinu ideové výchovy a potom začali s tréninkem – běhy, skákání přes švihadlo, bití do pytlů, stínový box a sparing mezi sebou. Na závěr půlhodina ostré gymnastiky a kilometr plavání v Sázavě. Po obědě následovaly dvě hodiny odpoledního klidu a následně míčové hry. Po večeři následovalo zhodnocení celého tréninkového dne s trenéry. Těmi byli určeni jako vedoucí přípravy Miloš Králíček s asistentem Vladimírem Petákem a pochopitelně výrazné slovo měl i Július Torma. V rámci zpestření přípravy podnikali podle potřeby brigády v místním JZD – sklízení sena apod. Soustředění mělo být zakončeno vylučovacím turnajem koncem června. Za soupeře mu byl vybrán smíchovský Kočí. Nakonec však k zápasu pro zranění nenastoupil. Týden před zápasem utrpěl při sparingu s Františkem Majdlochem tržnou ránu, kterou mu kožním staplerem sešil místní lapiduch. Rána mu začala hnisat a musel do Prahy na sešití k sportovnímu lékaři Jiřímu Čechurovi. Zranění mu značně zkomplikovalo nominaci na olympijské hry. Nestíhal se uzdravit do vylučovacího turnaje. Na soustředění ho trenér Miloš Králíček a Július Torma ujišťovali, že i přes neúčast na vylučovacím turnaji ho do nominace navrhnou. On však již před vylučovacím turnajem věděl, že byl z nominace vyškrtnut. Podle jisté verze měl v kanceláři boxerského svazu na stole uvidět papír se svým škrtnutým jménem. Předseda ÚR ČOS Zdeněk Pacas byl nekompromisní. Po vylučovacím turnaji 26. června zasedala nominační komise. Po ní se dozvěděl radostnou zprávu, že díky obhajobě Júliuse Tormy nakonec návrh trenérské rady o jeho zařazení do československého olympijského týmu prošel. Torma později celou situaci popsal: "Někteří funkcionáři při své neodbornosti zacházejí příliš daleko. V tom roku 1952 proti vůli funkcionářů jsem se postavil za Zacharu. Věděl jsem co je v něm, měl jsem ho dobře zmapovaného. Řekl jsem, když ne Zachara tak ani já! A sám dobře víte, co pak dokázal." Tormovo třísknutí do stolu pochopitelně nebylo jediným důvodem. Velkou roli v tom hrála i jeho politická příslušnost a jeho kádrový profil. Byl zapáleným pro tehdejší budovatelskou myšlenku, vzorným svazákem, vzorným vojákem. Těch titulů měl celou řadu. Podobnou službu jako Július Torma jemu později udělal Bohumilu Němečkovi, když komise váhala s jeho schválením k účasti na olympijských hrách v Římě, podpořil ho.
Po příletu do Helsinek byl ubytovaný v olympijské vesnici v Espoo ve čtvrti Otaniemi u zálivu Laajalahti. Silně vnímal tehdejší problémy světa a postupné rozdělování Evropy na západní a východní část. Čechoslováci byli společně se Sověty a dalšími sportovci ze socialistických zemí ubytování odděleně v budoucím kampusu Teekkarikylä Helsinské technické univerzity. Ostatní země s Američany byli ubytováni v Olympiakylä helsinské čtvrti Käpylä – ženy z nábožensky ortodoxních rodin bydlel zvlášť v Meilahti. Ke svému prvnímu zápasu nastoupil ve Veletržní hale (Messuhalli) 28. července v pérové hmotnostní kategorii do 57 kg. V úvodním kole porazil 3:0 na klasifikační body Švéda Åke Wärnströma. Za dva dny ho ve druhém kole čekal jižní Korejec So Pjong-an. V zápase byl pohyblivější než jeho soupeř a zasahoval ho přesnými údery, ale pár tvrdých ran schytal. Zvítězil 3:0 na klasifikační body. Po zápase měl opuchlé rty a bouli na čele. Další den ho čekal ve čtvrtfinále Maďar János Erdei. Na Maďara neměl dobré vzpomínky, v prosince 1949 s ním v mezistátním utkání prohrál málem k.o. Největším strašákem pro něho byly Erdeiovi dlouhé ruce. S trenérem Milošek Králíčkem se domluvili na strategii boxovat blízko u těla, nepustit ho dál. Soupeře jeho box evidentně zaskočil. Zvítězil těsně na klasifikační body 2:1. Den na to boxoval v semifinále s britským Jihoafričanem Leonardem Leischingem. V prvním kole měl mírnou převahu, úspěšně uplatňoval při boji zblízka krátké, suché údery. Ve druhém kole na něho přišla menší krize, Jihoafričan ho několikrát tvrdě zasáhl, ale potom co rány vydýchal, převzal opět iniciativu. V závěrečném třetím kole se odehrávaly taktické šachy. Leischingovi podle dobové zprávy došly síly a v závěru zápasu se Zachary už jen držel v klinči. Zvítězil těsně na klasifikační 2:1 na klasifikační body. Na druhý den 2. srpna ho ve finále čekal Ital Sergio Caprari. Jeho zjevnou strategií bylo v úvodu každého kola zasypat soupeře sérii ran a po zbytek kola si soupeře držet na distanc. Strategie mu vyšla, ringový rozhodčí ho vyhlásili olympijským vítězem v těsném poměru 2:1. Tři rozhodčí zápas ohodnotili následovně: Švéd Eriksson 59:57 pro Zacharu, Polák Laukedrej 59:58 pro Zacharu a Belgičan Van der Eecken 58:60 pro Caprariho. S odstupem času se ke svému finálovému zápasu vyjádřil, že o Italovi věděl, že má silnou ranou a měl trochu obavy, možná i strach. Ital působil v šatně sebevědomě, on tam jen potichu seděl. V trenkách na boku měl zašitý talisman svatého Antonína, dárek od sestry. Také ho povzbudili slova Júliuse Tormy: "Praštíš ho tři–čtyřikrát a uteče ti z ringu..." V zápase se snažil technickými finesami zabránit Italovi udeřit. Bylo to však za cenu mimořádného fyzického vypětí. S úderem gongu byl zcela grogy. Bylo mu v tu chvíli jedno, jestli vyhrál nebo prohrál, hlavně že to měl za sebou. Když si později v hlavě celý zápas procházel, řekl si, že kdyby tehdy vyhlásili za vítěze jeho soupeře, nedivil by se tomu.
Celý olympijský turnaj se mu po letech slil do jednoho okamžiku. Evidentně zápasy boxoval v určitém transu (flow). V žádném rozhovoru, který později poskytl, nedokázal přesně popsat své pocity z olympijských her.
4. července se vracel letecky s dalšími olympioniky domů. V Praze ho čekalo milé přivítání na Strahovském stadionu. Jako odměnu za zlatou olympijskou medaili byl povýšen do hodnosti podporučíka, tím vyfasoval kožený kabát. Dostal hodinky od ministra národní obrany Alexeje Čepičky.
Dobový tisk psal, že zásluhu na jeho nečekaném úspěchu má změna uvažování po březnovém turnaji družstev v Moskvě, kde ho při společných besedách měli Sověti motivovat aby se nebál útočit. Zrevidování tréninkového postupu po březnové návštěvě Sovětského svazu v pozdějších besedách rád komentoval. Zásluhu na jeho úspěchu měli bezpochyby jeho kondiční lekce u Jiřího Hoyera a zmiňoval i pomoc předního pražského trenéra Jana Heřmánka. V ATK zesílil, přibral na váze a do pérové váhy do 57 kg musel dokonce shazovat. Výrazně mu pomohla měsíční příprava ve Zruči nad Sázavou pod vedením Miloše Králíčka. S Králíčkem se radil na olympiádě ohledně strategie na jednotlivé zápasy. Silnou motivací proč na olympiádě uspět byla jeho vnitřní potřeba dokázat těm, co mu nevěřili, že se spletli – dal si za cíl (závazek), vyhrát alespoň jeden zápas. Podprahovou motivací bylo narození dcery Marianny (* 1952) – úspěchem jí zajistit zajímavější podmínky pro život.
Po olympijských hrách si vzal reprezentační volno. Na podzim ukončil základní vojenskou službu a vrátil se za manželkou a novorozenou dcerou do Trenčína. Proti svému bývalému klubu ATK, za který získal zlatou olympijskou medaili, poprvé boxoval již v prosinci téhož roku. V utkání o mistrovství družstev reprezentoval družstvo Bratislavskeho kraje.

### Ústřední dům rudé hvězdy (1953–1956)
Po skončení dvouleté základní vojenské služby na podzim 1952 se vrátil do rodného Trenčína, kde na něho čekala manželka a dcera. Situace se však doma nevyvíjela dobře. Jeho zaměstnavatel podnik Merina mu nenabídl zajímavé podmínky ve městě zůstat. Proto se již začátkem nového roku 1953 objevil opět v Praze jako člen nově utvořeného boxerského týmu Ústředního domu rudé hvězdy pod vedením Stanislava Rajdla. Ministerstvo vnitra mu nabídlo zajímavé podmínky – hodnost nadporučíka, zajímavé platové ohodnocení, služební byt ve Vršovicích, roli kapitána a také asistenta hlavního trenéra týmu. V prosinci 1952 byl po vzoru Sovětského svazu dokončen systém sjednocování tělovýchovy pod odbory státní správy. Vznikly dobrovolné sportovní organizace (DSO). Při ministerstvu vnitra vznikla „DSO Rudá hvězda“ a oddíl reprezentantů Ústředního domu rudé hvězdy, sovětská obdoba „SO Dinamo“ – aby situace byla komplikovanější československé „DSO Dynamo“ sdružovalo podniky energetické (vodní elektrárny), telekomunikační nikoliv bezpečnostní složky.
V dubnu 1953 se účastnil turnaje Osvobození v Budapešti. Po dvou výhrách v lehké váze do 60 kg však do finále proti domácímu Istvánu Juhászovi nenastoupil z důvodu zraněného zápěstí. Zranění nebylo podrobně specifikováno, ale ukázalo se jako vážné. Nestihl ho včas doléčit a přišel o start na květnovém mistrovství Evropy ve Varšavě. V červnu získal svůj teprve druhý titul mistra republiky, poprvé v pérové váze do 57 kg. V srpnu se účastnil zápasu družstev Rudé hvězdy s berlínským policejním klubem SC Dynamo a svého soupeře v pérové váze do 57 kg Horsta Pörtnera porazil. Koncem října v mezistátním utkání družstev s Maďarskem v Praze porazil v pérové váze do 57 kg Istvána Horvátha a bodově přispěl k celkovému vítězství 12:8. Na závěr roku čekal jeho Rudou hvězdu zápas družstev s polským klubem Gwardia Warszawa. V prvotřídním utkání dvou olympijských medailistů vyhrál těsně na body nad Aleksy Antkiewiczem.
V dubnu 1954 skončil třetí na mezinárodním turnaji v Budapešti, když v semifinále pérová váhy do 57 kg prohrál na klasifikační body s domácím Józsefem Vargou. V závěru měsíce dubna porazil v odvetném utkání zástupce SC Dynama Berlín Horsta Pörtnera na body. V červnu obhájil titul mistra republiky ve vyšší lehké váze do 60 kg. V září pořádala bulharská Sofie turnaj Osvobození reprezentačních družstev. Pro československý box šlo o největší reprezentační událost roku a přípravu pojalo rohovnické ústředí svědomitě. V úvodním zápase proti Maďarsku jeho výhra v lehké váze do 60 kg proti Ferenci Kellnerovi nezabránila celkové porážce 8:12. Ve druhém zápase proti NDR boxoval za ČSR v jeho váze náhradník Jaroslav Rogovský. Důvodem bylo natržené obočí z prvního zápasu, které ho vyřadilo ze hry ještě v soubojích se Sovětským svazem a Bulharskem. Nastoupil až k závěrečnému utkání s Polskem. V lehké váze do 60 kg prohrál s Henrykem Niedźwiedzkim na klasifikační body. Československo skončilo se dvěma remízami na 5. místě z šesti družstev. Dobový tisk jeho start oslavoval velkou statečností, že do turnaje ještě zasáhl. Později ve své autobiografii [1] doplnil pozadí svého startu v zápasu s Polskem. Po úvodním zápase, ve kterém utrpěl roztržení obočí mu ho lékař týmu Miloš Trubl v šatně sešil čtyřmi stehy. Reprezentační šéftrenér František Pazdera ho však nutil nastoupit alespoň k poslednímu zápasu proti Polsku. Pazdera lékaře přemluvil, aby Zacharovi obočí zalepil lepidlem a přelepil náplastí – sovětská metoda na zraněné obočí zvaná „krunýř“. Zachara si po celý zápas s Polákem hlídal, aby ho Niedźwiedzki nezasáhl do zraněného obočí a nevyrval mu ho i s kořínky ven. Prohrál a Pazdera ho za odevzdaný výkon hnal před disciplinární komisi svého zaměstnavatele ministerstva vnitra. Před komisí se mu podařilo obhájit svůj slabší výkon z důvodu zranění. Od té doby neměl k Františku Pazderovi vlídný vztah. Mluvil o něm jako o křivákovi. V závěru roku v prosinci odjel s klubem Rudé hvězdy do Polska k utkáním proti místním klubům Gwardia Lodž, Gwardia Gdaňsk a Gwardia Varšava. Nejvíce poutal pozornost jeho odvetný zápas z loňska proti Aleksy Antkiewiczovi. Antkiewicze opět porazil těsně na body.
Reprezentačním vrcholem roku 1955 bylo květnové mistrovství Evropy v Berlíně. V prvním vylučovacím turnaji v únoru se utkal v pérové váze do 57 kg s Viliamem Glasou z konkurenčního armádního klubu ÚDA. Po vyrovnaném úvodním kole se mu začátkem druhého otevřelo obočí a na doporučení lékaře rozhodčí zápas ukončil r.s.c. Po zápase sklidil kritiku, že v úvodním kole opomíjel svoji osvědčenou zbraň – dobrou práci tělem. V dubnu v mezistátním utkání družstev s Finskem nastoupil v pérové váze do 57 kg proti Pentti Hämäläinenovi. Souboj dvou úřadujících olympijských vítězů prohrál na klasifikační body. V květnu v mezistátním utkání družstev s Maďarskem porazil v pérové váze do 57 Istvána Horvátha jeho diskvalifikací za údery pod pás. V červnu startoval na mistrovství Evropy v Berlíně. V pérové hmotnostní kategorii do 57 kg byl jeho prvním soupeřem britský Angličan Thomas Nicholls. Soupeře neznal, netušil jak boxuje a za celý zápas nenašel způsob jak vyzrát na jeho perfektní daking, po kterém Angličan pokaždé kontroval. Neměl svůj den, pomalu reagoval a opakoval stále stejné chyby. Prohrál jednoznačně 0:3 na klasifikační body. V závěru měsíce červnu potvrdil, že má daleko do formy z minulých let let. V odvetném utkání přeboru družstev opět nenašel způsob jak vyzrát na Viliama Glasu. Novináři si všimli, že Zachara boxoval v daném roce jinak. V zápasech využíval práci hlubokých předklonů, kterými se dostával soupeři blízko k tělu. Zůstával však přitom nekrytý a pomalejší než při svém dřívějším stylu. Každopádně do konce roku se na žádném větším turnaji neobjevil. Vynechal dokonce prosincové mistrovství republiky. Mluvilo se o napjatých vztazích uvnitř Rudé hvězdy. Skutečně tomu tak bylo. Ve své autobiografii [1] zmiňuje, že s nástupem nového velitele Rudé hvězdy Václava Mudry se s ním snažil řešit ožehavé téma výplaty. Údajně jeho měsíční gáže nedosahovala výšky, kterou měl uvedenou ve smlouvě. Spor vyústil v podání výpovědi z jeho strany v roce 1956. Ministerstvo vnitra mu pracovní poměr vypovědělo ihned pod podmínkou, že do konce olympijského roku 1956 bude formálně závodit za Rudou hvězdu.
Na jaře 1956 přijal pracovní nabídku národního podniku KJ Vorošilova (později ZŤS) v Dubnici nad Váhom, cca 10 km od jeho rodného města Trenčína. Myšlenka k návratu na Slovensko padla během červnové I. celostátní spartakiády v roce 1955, kterého se v Praze účastnili i cvičenci z dubnické DSO. Ředitel dubnického podniku mu jako kompenzaci nabízel závodní byt v Dubnici nad Váhom. Z Prahy se s rodinou odstěhoval k 1. květnu 1956. Druhý den se hlásil v závodě v Dubnici a až do konce roku byl veden jako brigádník. Pracovní poměr podepsal od 1. ledna 1957. Fakt, že mohl pracovat v jiném podniku, než za který závodil, bylo dáno změnou legislativy o slučování jednot po I. celostátní spartakiádě 1955 – DSO přešla na TSO.

### Olympijské hry 1956
Olympijský rok 1956 byl pro něho jako na houpačce. V květnu se přestěhoval z Prahy domů na Slovensko. V červnu se v dresu Rudé hvězdy objevil na mistrovství republiky, které v pérové váze do 57 kg vyhrál. Šéftrenér reprezentace František Pazdera s ním počítal jako s kandidátem olympijské nominace. Systém přípravy byl stanoven kratšími reprezentačními srazy v Klánovicích, Soběslavi nebo Hluboké nad Vltavou. Srazy byly zakončeny reprezentačním zápasem družstev se zahraničním soupeřem. Specifikací přípravy byli noční tréninky tak aby si závodníci zvykly na časové pásmo. Podobnou filosofii praktikoval i doma v závodě. Bral noční směny, při kterých vykládal z vagónů vápno. Přes den převážel nejčastěji šamot k elektrickým pecí. V červenci v mezistátním utkání družstev s Rumunskem prohrál v pérové váze do 57 kg těsně na klasifikační body s Emilem Cismașem. V září v mezistátním utkání družstev s Egyptem porazil v pérové váze do 57 kg 3:0 na klasifikační body Amise Ibrahima. Praktickou přípravu pro olympijské hry zakončil v říjnu mezistátním utkáním družstev s Maďarskem, ve kterém porazil v pérové váze do 57 kg Istvána Horvátha. Souboj s Maďarskem byl rozhodujícím kritériem pro nominaci na olympijské hry v Melbourne. Do Melbourne mohlo cestovat za rohovnické ústředí pouze pět členů. O jeho nominaci měl rozhodnout zápas družstev s CWKS Waršava – rozhodovalo se komu zůstane černý petr mezi ním Júliusem Tormou a Františkem Majdlochem. Do zápasu však nenastoupil. To již pravděpodobně věděl, že Július Torma využil svých konexí a zařídil, že černý petr zůstal šéftrenéru reprezentace Františku Pazderovi. Torma měl před předsedou ústředí Jiřím Beranovským argumentovat slovy, že trenér medaili z olympiády nepřiveze a on se o tým postará sám. Pro zkušené boxery Majdlocha, Tormu a Zacharu to byla dobrá zpráva, že nejel jejich neoblíbený Pazdera. Pro dva mladé boxery Josefa Chovance a Josefa Němce přinesla určité komplikace. Neúčast trenéra resp. širšího realizačního týmu byl později shledán jako hlavní důvod neúspěchu československých boxerů v Austrálii. Tormovi jeho zápasy sekundoval trenér maďarské reprezentace Zsigmond Adler. Jak napsal v kritice slovenský novinář Tibor Lukáč, českoslovenští boxeři působili v Austrálii trapně, jako z nějaké chudé země.
Do Melbourne cestoval s týmem letecky 4. listopadu po etapách. V letadle SNCASE Armagnac bylo rezervováno 91 míst a každý mohl mít sebou maximálně 23 kg zavazadel. Nadbytečné kilogramy byly poslány lodí Gruzija z Oděsy již 8. října. Samostatně letěli novináři a štafeta 4×100 m 11. listopadu. Cesta trvala 7 dní – 1. den Ruzyně–Istanbul–Bejrút, 2. den Bejrút–Karáčí, 3. den Karáčí–Kalkata, 4. den Kalkata–Singapur, 5. den Singapur–Darwin, 6.-7. den Darwin–Brisbane–Sydney–Melbourne. S mezipřistáními týden – 48 hodin leteckého času. Mělo to jisté výhody v postupné aklimatizaci. Ve svém úvodním zápase listopadových olympijských her v Melbourne měl v pérové váze do 57 kg za soupeře jižního Korejce Čong Tong-huna. Soupeře neznal, ale po pár sekundách zápasu prokouknul jeho jednoduchou taktiku – snaha o rozhodující tvrdý úder. Technickými finesami unikal jeho snaze o vítěznou ránu k.o. a bodoval kombinací úderů zadní direkt (kros) s předním direktem (jabem). Zvítězil 4:1 na body (60:58, 59:58, 59:58, 60:59, 58:60). Ve čtvrtfinále ho čekal olympijský vítěz z minulé olympiády v nižší bantamové váhové kategorie do 54 kg Fin Pentti Hämäläinen. Australský tisk mu šanci na úspěch nedával, za minulý zápas ho kritizovali za malou útočnost a slabou (měkkou) ránu. Cesta jak porazit Fina byla nedostat přímý zásah, který by zpomalil jeho práci nohou. Fina totiž na rozdíl od Korejce dobře znal a připravil si na něho vhodnou strategii. Po celý zápas kryl Hämäläinenovi tvrdé háky a bodoval z kontrachvatů předním direktem (jabem). Zápas rozhodla jeho horší kondiční připravenost ve třetím kole. Jinak vyrovnaný zápas dvou odlišných boxerských stylů prohrál těsně 2:3 na klasifikační body.
Návrat z olympiády byl komplikovaný. Francouzský letecký speciál Armagnac, kterým se měl s týmem vracet stejnou cestou, měl poruchu. Vedení československé olympijské výpravy se nechtělo vystavovat riziku, že by některý z reprezentantů v Austrálii ztratil a tak se rozhodlo, místo čekání na opravu letadla, změnit trasu návratu. Reprezentanti se plavili domů sovětskou lodí Gruzija do Vladivostoku, následně vlakem do Moskvy a nakonec letecky do Prahy. Celá cesta domů trvala měsíc. Pro Zacharu to byl jeden z nejhorších zážitků v životě. Měl pocit, že výsledkově na olympiádě zklamal. Doma na něho čekala těhotná manželka s dcerou. Na lodi nebylo co dělat, dny plynuly pomalu, kajutu měli na přídi lodi a při vlnách se v ní nedalo spát, trpěli mořskou nemocí, byli živi o dvou jídlech po celou dobu plavby a v rámci večerní zábavy mohli zhlédnout dva filmy Čapajev (1934) nebo animovaný film pro děti.

### Kritika po ME 1957 a loučení s kariérou (1958–1959)
V po olympijském roce 1957 nastoupil na plný pracovní úvazek v Dubnici nad Váhom. V březnu odletěl s reprezentací k odvetnému mezistátnímu dvojutkání družstev s Egyptem. V prvním zápase v pérové váze do 57 kg porazil na klasifikační body domácího Halima Moneima. Ve druhém zápase si v pérové váze do 57 kg poradil s Ahmedem Abdallou. V dubnu vynechal mistrovství republiky a omluvil se ze závěrečného soustředění reprezentantů v Soběslavy před domácím mistrovstvím Evropy v Praze. Jako důvod uvedl očekávání narození druhého potomka. Vedení reprezentace mu vyšlo vstříc a poslalo mu individuální tréninkový plán. Nakonec byl vybrán do nominace mistrovství Evropy v pérové váze do 57 kg jako náhradník za Mikuláše Kóšu, ale z určitého důvodu Kóšu nakonec nahradil. Slovenské vydání sportu jeho úvodní prohraný zápas s Italem Mariem Sitrim komentovala slovy, že nikdo před začátkem neočekával, že by mohl vybouchnout. Sázka trenérů na divácky atraktivní značku "Zachara" (Torma po LOH skončil) nevyšla, třídenní tvrdý trénink pod jejich dohledem nestačil. Psychicky i fyzicky nepřipravený Zachara se musel sklonit před uměním vitálního a temperamentního Itala. České vydání sportu komentovalo jeho zápas se Sitrim obdobně kriticky: "Zachara byl k nepoznání, pouštěl se mimo jiné do výměn blízko u těla, ve kterých byl Ital daleko lepší." Nechal si vnutit soupeřův styl. Později řekl, že ho zařazení do týmu namísto Mikuláše Kóši stále mrzí. Sám uznal, že nebyl v nejlepší formě. Kritiku na svůj výkon vzal vážně a aby se udržel v reprezentaci, začal od podzimu hostovat v prvoligovém TJ Iskra Svit. Jeho domovský klub Spartak Dubnica neměl v daném období kvalitní družstvo a tréninkové podmínky.
Začátkem roku 1958 byl pozván na reprezentační soustředění před zápasem družstev s Ruskou SFSR, ale ze soustředění se omluvil. Na konci března utrpěl v ligovém zápase s karlovarskou Rudou hvězdou knokaut v souboji lehkých vah do 60 kg s Halalou. Halala ho v prvním kole přesně trefil na bradu. Na podzim se však opět dostal do formy. Výbornými výsledky v lize za Iskru Svit si řekl o nominaci k dvojutkání družstev s Anglii v Manchesteru. V obou zápasech své pérová váhové kategorie do 57 vybodoval Thomase Edgeho a pro reprezentačního šéftrenéra Miloše Králíčka získal zpátky ztracenou reputaci po nevydařeném vystoupení na loňském mistrovství Evropy.
Rok 1959 začal zájezdem do Sovětského svazu. V dvojzápase družstev s Ruskou SFSR prohrál nejprve v pérové váze do 57 kg s úřadujícím olympijským vítězem Vladimirem Safronovem. Ve druhé střetnutí porazil v pérové váze do 57 kg na body Prašutilského. Nadále pokračoval ve výborných výsledcích v lize a dostal pozvánku do Nymburka k závěrečnému soustředění reprezentace před květnovým mistrovství Evropy ve švýcarském Lucernu. Jako po několikáté ve své sportovní kariéře však vynechal dubnové mistrovství republiky. Nemohl se ho účastnit, protože vynechal dřívější fáze nutné pro kvalifikaci (mistrovství Slovenska apod.) a jeho klub nepodal včas žádost o výjimku. Nominačním kritériem se tak pro něho stal mezistátní zápas družstev s NDR resp. Praha proti Berlínu. V pérové váze do 57 kg porazil Helmuta Heyse a vybojoval nominaci na své čtvrté mistrovství Evropy. Předvedl box, který již nebyl v roce 1959 příliš k vidění a navíc ve třetím kole začal na soupeře kondičně ztrácet. V Lucernu nelichotivou bilanci svých předchozích vystoupení na mistrovství Evropy nenapravil. Nestačil v úvodním kole na Itala Sandra Lopopolu. Noviny jeho vystoupení shrnuly slovy – "Zachara při vší úctě ke své prvotřídní technice, patří v dnešním stádiu mezinárodního boxu k nenávratné minulosti". Vzápětí na to se rozhodl ukončit sportovní kariéru. Svůj poslední ligový zápas odboxoval koncem června v Partizánském. Začal se s přestávkami věnovat trenérské práci.
Ján Zachara se řadil k technickým boxerům, po svém prvním trenérovi Martinu Podhradském se mu dostal tradiční francouzské technické školy. Povahově byl typickým představitelem amatérského ringu. Mezi profíky by se pravděpodobně neprosadil. Působil tiše před i po zápase. Moc se neukazoval. Jak odboxoval, sbalil si svá fidlátka, osprchoval se... a už o něm nikdo nevěděl. Po Podhradském jeho styl boxování ovlivnil také Július Torma. Naučil se pohybovat mezi provazy v ringu. Věděl jak a kam uhnout aby se vyhnul zásahu. Zvládal perfektně daking, side-step a další technické finesy. Bylo to dáno tím, že v začátcích ho v ringu provázela určitá bázlivost před soupeřem. Snaha za každou cenu nedostat ránu. Jeho úspěchy v mezinárodním ringu závisely od snahy aktivně útočit. Na rozdíl od Tormy mu však chyběla razance v úderu. Řada rozhodčích jeho údery nebodovala právě kvůli nedostatečné razanci. Později si našel zdůvodnění, proč neuměl soupeře tvrdě udeřit a tím bylo, že ho podvědomě šetřil, nechtěl soupeři ublížit. Jako každý boxer i on si v průběhu své sportovní kariéry nesl špatný návyk a tím byla rána do soupeře otevřenou rukavicí. Vedle této drobné nedokonalosti měl jinak ideální vlastnosti vrcholového sportovce. Tyto své charakterní rysy se snažil předávat mládeži, vedl jí k disciplinovanosti, obětavosti v tréninku, střídmosti a stylu osvojování si odborných znalostí.

### Výsledky
| Turnaj             | 1945   | 1946   | 1947   | 1948   | 1949   | 1950 | 1951 | 1952   | 1953   | 1954 | 1955                 | 1956                 | 1957                 | 1958                 | 1959                 |
| Turnaj             | 17     | 18     | 19     | 20     | 21     | 22   | 23   | 24     | 25     | 26   | 27                   | 28                   | 29                   | 30                   | 31                   |
| Turnaj             | –51 kg | –51 kg | –54 kg | –54 kg | –54 kg | –57  | –60  | –57 kg | –57 kg | –60  | –57 kg (pérová váha) | –57 kg (pérová váha) | –57 kg (pérová váha) | –57 kg (pérová váha) | –57 kg (pérová váha) |
| ------------------ | ------ | ------ | ------ | ------ | ------ | ---- | ---- | ------ | ------ | ---- | -------------------- | -------------------- | -------------------- | -------------------- | -------------------- |
| Olympijské hry     |        |        |        | —      |        |      |      | 1.     |        |      |                      | 5.                   |                      |                      |                      |
| Mistrovství Evropy |        |        | —      |        | úč.    |      | —    |        | —      |      | úč.                  |                      | úč.                  |                      | úč.                  |
| Mistrovství ČSSR   | 3.     | 2.     | 3.     | —      | —      | —    | 1.   | —      | 1.     | 1.   | —                    | 1.                   | —                    | —                    | —                    |

| Podrobné výsledky                                       | Podrobné výsledky                | Podrobné výsledky                | Podrobné výsledky                | Podrobné výsledky                | Podrobné výsledky                | Podrobné výsledky                | Podrobné výsledky                |
| Kolo                                                    | Výsledek                         | Bilance                          | Soupeř                           | Výsledek                         | Datum                            | Turnaj                           | Místo                            |
| 1959 Mistrovství Evropy do 57 kg                        | 1959 Mistrovství Evropy do 57 kg | 1959 Mistrovství Evropy do 57 kg | 1959 Mistrovství Evropy do 57 kg | 1959 Mistrovství Evropy do 57 kg | 1959 Mistrovství Evropy do 57 kg | 1959 Mistrovství Evropy do 57 kg | 1959 Mistrovství Evropy do 57 kg |
| ------------------------------------------------------- | -------------------------------- | -------------------------------- | -------------------------------- | -------------------------------- | -------------------------------- | -------------------------------- | -------------------------------- |
| 1/16                                                    | prohra                           | 6–5                              | Sandro Lopopolo (ITA)            |                                  | 24.–31.května 1959               | Mistrovství Evropy               | Lucern, Švýcarsko                |
| 1957 Mistrovství Evropy do 57 kg                        |                                  |                                  |                                  |                                  |                                  |                                  |                                  |
| 1/32                                                    | prohra                           | 6–4                              | Mario Sitri (ITA)                |                                  | 25. května– 2. června 1957       | Mistrovství Evropy               | Praha, Československo            |
| 1956 Olympijské hry do 57 kg                            |                                  |                                  |                                  |                                  |                                  |                                  |                                  |
| čtvrtfinále                                             | prohra                           | 6–3                              | Pentti Hämäläinen (FIN)          | 2:3                              | 26. listopadu– 1. prosince 1956  | Olympijské hry                   | Melbourne, Austrálie             |
| 1/16                                                    | vítězství                        | 6–2                              | Čong Tong-hun (KOR)              | 4:1                              | 26. listopadu– 1. prosince 1956  | Olympijské hry                   | Melbourne, Austrálie             |
| 1955 Mistrovství Evropy do 57 kg                        |                                  |                                  |                                  |                                  |                                  |                                  |                                  |
| 1/16                                                    | prohra                           | 5–2                              | Thomas Nicholls (ENG)            |                                  | 17. května– 5. června 1955       | Mistrovství Evropy               | Berlín, Německo                  |
| 1953 Mistrovství Evropy – nestartoval (zraněné zápěstí) |                                  |                                  |                                  |                                  |                                  |                                  |                                  |
| 1952 Olympijské hry do 57 kg                            |                                  |                                  |                                  |                                  |                                  |                                  |                                  |
| finále                                                  | vítězství                        | 5–1                              | Sergio Caprari (ITA)             | 2:1                              | 29. července– 2. srpna 1952      | Olympijské hry                   | Helsinki, Finsko                 |
| semifinále                                              | vítězství                        | 4–1                              | Leonard Leisching (RSA)          | 2:1                              | 29. července– 2. srpna 1952      | Olympijské hry                   | Helsinki, Finsko                 |
| čtvrtfinále                                             | vítězství                        | 3–1                              | János Erdei (HUN)                | 2:1                              | 29. července– 2. srpna 1952      | Olympijské hry                   | Helsinki, Finsko                 |
| 1/16                                                    | vítězství                        | 2–1                              | So Pjong-an (KOR)                | 3:0                              | 29. července– 2. srpna 1952      | Olympijské hry                   | Helsinki, Finsko                 |
| 1/32                                                    | vítězství                        | 1–1                              | Åke Wärnström (SWE)              | 3:0                              | 29. července– 2. srpna 1952      | Olympijské hry                   | Helsinki, Finsko                 |
| 1951 Mistrovství Evropy – nestartoval                   |                                  |                                  |                                  |                                  |                                  |                                  |                                  |
| 1949 Mistrovství Evropy do 53,5 kg                      |                                  |                                  |                                  |                                  |                                  |                                  |                                  |
| 1/16                                                    | prohra                           | 0–1                              | Henning Jensen (DEN)             |                                  | 13.–18. srpna 1949               | Mistrovství Evropy               | Oslo, Norsko                     |

## Trenérská práce
Trenérské práci se věnoval již jako aktivní závodník. V Rudé hvezdě, ve které působil od roku 1953, měl podíl na stoupající výkonnosti boxerů. Pod jeho vedením se výrazně zlepšil Walter Ivanuš nebo Milan Janšta. Po příchodu do Dubnice v roce 1956 se začal postupně věnovat mládeži z místního závodního učiliště. K jeho prvním úspěšným svěřencům patřili učňové Pakši, Kováč a Mišík. Práci dobrovolného trenéra se začal naplno věnovat po skončení sportovní kariéry v červnu 1959. Vedle Dubnice dojížděl na tréninky také do Trenčianskej Teplej. Práci dobrovolného trenéra se napoprvé věnoval jen krátce. Za rok v červnu 1960 oznámil, že z časových důvodů s trenérskou práci končí kvůli studiu na večerní průmyslové škole. K trenérské práci mládeže se vrátil po maturitě v létě 1962.
Jeho trenérským vzorem byl Július Torma, ale po odborné metodické stránce obdivoval pražského kondičního trenéra Jiřího Hoyera. Respekt který před ním měli jeho cvičenci se snažil získat i on. Dařilo se mu to v prvé řadě s mládeží. Mezi muži tak úspěšný nebyl. Byl zastáncem metodiky cvičení s hudbou, ale rozlišoval tréninkové fáze, kdy je a kdy není cvičení s hudbou vhodné. Uznával, že způsob boje v ringu, který učil a vyžadoval po svých žácích, nebyl příliš vhodný pro mezinárodní ring. Zvláště s nástupem kubánských boxerů na scénu v sedmdesátých letech dvacátého století se nastolil trend fyzicky tvrdé přípravy.
V roce 1967 se po nucené roční přestávce, kdy se po dvou úmrtích v ringu řešila budoucnost boxu v Československu, ujal trénování mužské týmu Spartaku SMZ Dubnica. Jeho trenérskou práci chválil Karol Jády, trenér konkurenčního Spartaku Komárno: "Ten jeho klidný výraz, přímo otcovský přístup ke každému, to je něco neobyčejného až neuvěřitelného. Všichni bychom si ho měli vzít za vzor. Nikdy nepokřikuje na své chlapce, neskáče a negestikuluje pod rohem ringu, nedá se vyprovokovat a sám nikdy neprovokuje, je klidný rozvážný, ohleduplný, ke každému nanejvýš pozorný..." Všechna tato Jádyho superlativa byla vyřčena z důvodu, že nechápal proč Zachara není reprezentačním trenérem. Zachara se nechtěl stát profesionálním trenérem. Bránil se tomu. Měl pocit, že by se nemohl věnovat dostatečně rodině a lidem ve fabrice. Práci v továrně pokládal za užitečnou, prospěšnou pro společnost.
Řadil se mezi málomluvné trenéry, s tváří hráče pokru. Věřil, že boxer v ringu je odkázaný sám na sebe a pokud by on jako trenér projevil známky nervozity, mohl by jeho výkon ovlivnit. Když byl přesvědčení, že je jeho borec grogy neváhal hodit do ringu ručník.
V roce 1969 dovedl své mužstvo Spartaku Dubnica k vítězství v extralize ročníku 1968/69. K oporám jeho družstva patřili Vladimír Mládek, Miroslav Morávek, Štefan Brázdil nebo Ľudovít Ivan. Zásluhu mělo i vedení závodu SMZ, které družstvu tolerovalo jisté úlevy v práci. Jeho nejúspěšnějším svěřencem byl Vojtech Stantien.
K trénování můžu ho před každou sezonou museli funkcionáři přemlouvat. Táhlo ho to k mládeži. Měl pochybnosti o jejím dobrém vedení potom co odešel k mužům. Podle něho byla výchova mládeže pro zachování oddílu klíčová. Oddíl Spartaku nakonec na podzim 1970 angažoval zkušeného trenéra Rudolfa Gondáše, který se začal dubnické mládeži systematicky věnovat a Zachara u mužů zůstal. Ročník extraligy 1970/71 se stal opět kořistí jeho družstva. V roce 1972 Dubnica pod jeho vedením titul obhájila.
Činnost trenéra prvoligového družstva mužů Spartaku SMZ Dubnica ukončil v závěru roku 1973 po třetím místě v extralize. V oddíle převzal od roku 1974 roli trenéra mládeže po Rudolfu Gondášovi, který odešel do konkurenčního klubu Strojárne Martin. Jeho asistentem byl jmenován jeho bývalý svěřenec Vladimír Mládek. Jako trenér mládeže se snažil navázat na spolupráci s dubnickým odborným učilištěm a středními školami. Jeho hlavním úkolem bylo pozvednou morálku mladých dubnických boxerů, kteří neměli nejlepší pověst ve svém okolí.
Jeho práce s mládeží však trvala pouze dva roky. V roce 1975 musel s trenérskou prací skončit z rodinných důvodů – vážná operace manželky vyžadovala její dlouhodobou péči.
Po odchodu do důchodu v roce 1982 (pracoval v těžkém průmyslu) se vrátil k tréninku mládeže jako dobrovolný trenér dvakrát týdně ve svém rodném městě Trenčíně. Jednalo se o boxerský kroužek na III. základní škole a na odborném učilišti národního podniku Vápenky a cementárny. Kroužky spadaly pod TJ Spartak Dubnica, resp. jednalo se o detašovaná pracoviště klubu (další byl v Partizánskem, tr. Jozef Beleš). V Trenčíně měl vyšší potenciál dětí než v Dubnici, kvůli většímu množství škol. Jak sám tvrdil, děti učil v prvé řadě přemýšlet. Učil je jemu vlastní technický box – práce nohou a pohyblivá obrana byla základem. Z úderů výhradně direkty, které se jako jediné dají využívat při obraně i útoku, optimální z hlediska manévrování. Háky jsou dobré leda pro rváče/bitkaře. Měl však vysoký odpad dětí. Všimnul si, že mu podezřele mizí po prvních rodičovských schůzkách. To rodiče zrovna zjistili, že jejich dítě chodí na box a zakázali mu to. Přitom je do ringu zatím ani nepouštěl.
V roce 1988 se nad jeho vitalitou pozastavoval trenér Horymír Netuka. Během soustředění na chatě Opalisko v Závažné Porubě Zachara každý den s chlapci běhal v členitém terénu.
Jeho oblíbeným tématem bylo sportovec a jeho rodiče. Kritizoval, že řada rodičů si myslí, že vstupem syna do učiliště jejich starostlivost o něho končí. Nenajdou si čas přijít se podívat na jeho trénink, přitom spolupráce s rodiči bral jako zásadní ve výchově mladého člověka (sportovce). Lépe se mu pracovalo s venkovskými chlapci. Podle něho jsou z rodin naučeni pracovat a pro vychování úspěšného sportovce je rozhodující vztah k práci – k povinnostem sportovce formuje práce.
V roce 1994 v rozhovoru uvedl, že se stále věnuje trenérské práci s mládeží. Z Trenčína však přesídlil zpátky do Dubnice nad Váhom. Dále uvedl, že sleduje i profesionální box. Jeho favoritem byl německý boxer Henry Maske. V roce 1998 slavil 70 let svého života a stále trénoval místní mládež. Aby se udržoval, dojížděl na tréninky na kole. Později také pomáhal s kondiční přípravou vrcholových slovenských sportovců.

## Politická a funkcionářská činnost
Od mladého věku vyhledával různé závodní schůze, konference, besedy, kde mohl prezentovat své myšlenky a vzbudit podobné nadšení co měl v ostatních. Miloval různé budovatelské závazky a vyhlášení. Ty se staly součástí jeho života – "rohovnický oddíl ATK se zavázal, že všichni jeho příslušníci získají titul vzorných vojáků, a že převezmou patronát nad jedním z útvarů, který budou pravidelně instruovat v rohování". Byl aktivní členem Československého svazu mládeže (ČSM) od jeho vzniku v roce 1949 a členem Komunistické strany Slovenska, politicky činným především v domácím závodě ZŤS v Dubnici nad Váhom.
V roce 1954 agitoval v novinách ve prospěch Národní fronty s heslem: "Aby život v naší zemi šel stále vpřed a nikdy již vzad".
V roce 1964 kandidoval na místo poslance městského národního výboru v Nové Dubnici. Jako poslanec chtěl podpořit výstavbu tělovýchovných zařízení ve městě.
Potom co kvůli zdravotním problémům své manželky (pooperační následky nádoru na mozku) musel zanechat aktivní trenérské činnosti, se popři zaměstnání zaměřil na politickou a agitační činnost. Na přednáškách a besedách většinou mladým lidem vyprávěl svůj životní příběh o chudém chlapci, který svou pracovitostí a píli dosáhl úspěchu a jakou zásluhu na tom všem má socialistická společnost, ve které žijí. V tisku byli často připomínány jeho besedy na Vojenském učilišti v Novém Meste nad Váhom – v roce 1982 měl přednášku na téma "Morálno–vôlove vlastnosti žiaka–obrancu socialistickej vlasti".
Byl svým způsobem idealista. Jednou ho pozvali zástupci svazu na soustředění boxerské reprezentace před mistrovstvím Evropy v Budapešti v roce 1983, aby reprezentantům povyprávěl o své aktivní sportovní činnosti. Z celé besedy si však odnesl nepříjemný pocit, když viděl otrávené obličeje lidí v místnosti, těch co budou jeho milovanou vlast reprezentovat. Všichni mu přišli bez zájmu, malátní, ospalí. Měl sto chutí se zvednout a odejít. Reprezentační celek skončil později na mistrovství Evropy bez medaile s celkovou bilancí 1 výhra a 9 porážek. Důvod proč reprezentanti v osmdesátých letech dvacátého století neměli podobné nadšení co měl on zůstalo nevysvětleno. Rozdíl mezi dobou kdy boxoval on a osmdesátými lety dvacátého století, byl především v tom, že s nástupem vrcholového sportu v sedmdesátých letech dvacátého století v maximální míře upřednostněn individualismus sportovců. V minulosti převládaly soutěže družstev (mezistátní, mezisvazové, mezikrajové, meziměstské, mezinárodní), ve kterém se i průměrný výkon boxera skryl za celkové vítězství družstva. Ve vrcholovém sportu byl každý boxer hodnocen individuálně podle toho jak na kterém turnaji uspěl, to přinášelo mnohem větší psychickou zátěž.
V osmdesátých letech dvacátého století měl jako agitátor řadu zajímavých myšlenek a hlášek, jen možná s nimi netrefil novou dobu. Tehdejší garnitura KSČ v čele s Milošem Jakešem nebyla jiná viz. například prosazení tisku bankovek s Klementem Gottwaldem v roce 1989. K podpoře olympioniků v roce 1988 řekl: "Chlapci! Treba zúročiť dobredenie, aké sa vám od našej spoločnosti dostáva. K štátnej reprezentacii vrcholový športovec musí pristupovať s plnou zodpovednosťou. Pred ľudom z ktorého vzišiel, pred sebou samotným. Z celého srdca a v uprímnosti – vychyťte formu, dobyte víťazstvá! Na slávu našej prekrásnej krajiny, pre jej šťastný ľud. Neviem, čo by som dal za to, byť tak zo mňa práve teraz znovu olympionik."
Po politických změnách v roce 1990 ochotně poskytoval rozhovory a nadéle vstupoval do veřejného prostoru prostřednictvím slovenského olympijského klubu. Jeho rétorika se s novou dobou upravila, dovolil si i kritizovat ty, které v minulosti v tisku idealizoval.